# Hydriomena barnesata
Hydriomena barnesata är en fjärilsart som beskrevs av Louis W. Swett 1909. Hydriomena barnesata ingår i släktet Hydriomena och familjen mätare. Inga underarter finns listade i Catalogue of Life.